# Spencer Turrin
Spencer Turrin (Maitland, 29 de agosto de 1991) é um remador australiano, campeão olímpico.

## Carreira
Turrin conquistou a medalha de ouro nos Jogos Olímpicos de Verão de 2020 em Tóquio com a equipe da Austrália no quatro sem masculino, ao lado de Alexander Purnell, Jack Hargreaves e Alexander Hill, com o tempo de 5:42.76.